# Lafitte (Tarn-et-Garonne)
Pour les articles homonymes, voir Lafitte.
Lafitte est une commune française située dans l'ouest du département de Tarn-et-Garonne, en région Occitanie.
Sur le plan historique et culturel, la commune est dans la Lomagne, une ancienne circonscription de la province de Gascogne ayant titre de vicomté, surnommée « Toscane française ».
Exposée à un climat océanique altéré, elle est drainée par la Gimone et par divers autres petits cours d'eau. La commune possède un patrimoine naturel remarquable composé d'une zone naturelle d'intérêt écologique, faunistique et floristique.
Lafitte est une commune rurale qui compte 235 habitants en 2022, après avoir connu un pic de population de 582 habitants en 1806.  Ses habitants sont appelés les Lafittois ou  Lafittoises.

## Géographie

### Localisation
Commune située sur la départementale 14 entre Castelsarrasin et Beaumont-de-Lomagne, sur la Gimone.

### Communes limitrophes
Les communes limitrophes sont  Cordes-Tolosannes, Garganvillar et Labourgade.
| Garganvillar |            |                   |
|              | Lafitte    | Cordes-Tolosannes |
|              | Labourgade |                   |

### Hydrographie

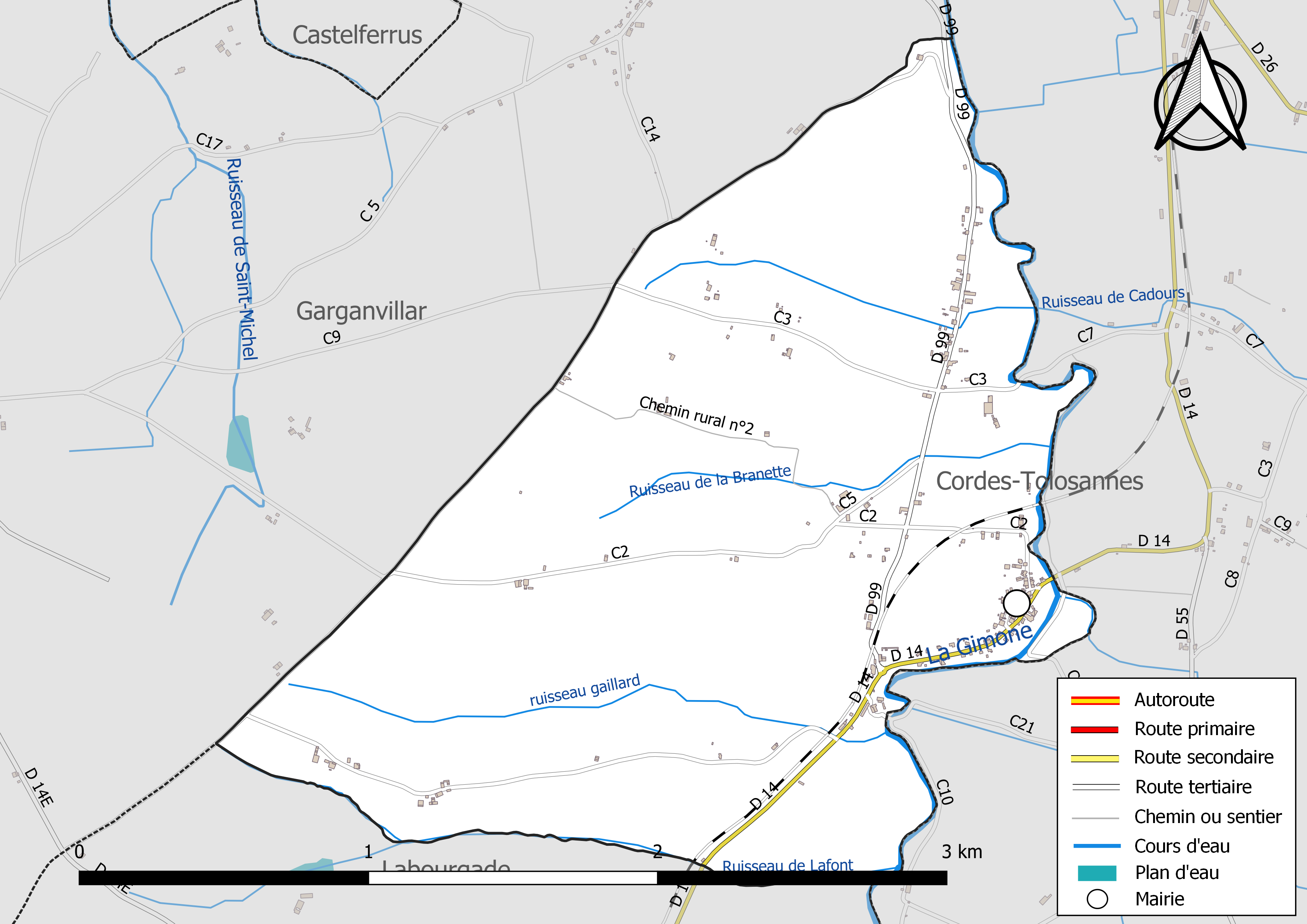
Réseaux hydrographique et routier de Lafitte.

La commune est dans le bassin versant de la Garonne, au sein du bassin hydrographique Adour-Garonne. Elle est drainée par la Gimone, le ruisseau de Cadours, le ruisseau de Catuzats, le ruisseau de la Branette, le ruisseau de Lafont, le ruisseau gaillard et par un petit cours d'eau, constituant un réseau hydrographique de 9 km de longueur totale,.
La Gimone, d'une longueur totale de 136 km, prend sa source dans la commune de Saint-Loup-en-Comminges et s'écoule du sud vers le nord. Elle traverse la commune et se jette dans la Garonne à Castelferrus, après avoir traversé 54 communes.

### Climat
Pour des articles plus généraux, voir Climat de l'Occitanie et Climat de Tarn-et-Garonne.
En 2010, le climat de la commune est de type climat du Bassin du Sud-Ouest, selon une étude du Centre national de la recherche scientifique s'appuyant sur une série de données couvrant la période 1971-2000. En 2020, Météo-France publie une typologie des climats de la France métropolitaine dans laquelle la commune est exposée à un climat océanique altéré et est dans la région climatique Aquitaine, Gascogne, caractérisée par une pluviométrie abondante au printemps, modérée en automne, un faible ensoleillement au printemps, un été chaud (19,5 °C), des vents faibles, des brouillards fréquents en automne et en hiver et des orages fréquents en été (15 à 20 jours).
Pour la période 1971-2000, la température annuelle moyenne est de 13,2 °C, avec une amplitude thermique annuelle de 15,4 °C. Le cumul annuel moyen de précipitations est de 731 mm, avec 10,5 jours de précipitations en janvier et 5,5 jours en juillet. Pour la période 1991-2020, la température moyenne annuelle observée sur la station météorologique de Météo-France la plus proche, « Castelsarrasin », sur la commune de Castelsarrasin à 8 km à vol d'oiseau, est de 13,6 °C et le cumul annuel moyen de précipitations est de 698,6 mm. 
La température maximale relevée sur cette station est de 43,1 °C, atteinte le 24 août 2023 ; la température minimale est de −13,8 °C, atteinte le 9 février 2012,,.
Les paramètres climatiques de la commune ont été estimés pour le milieu du siècle (2041-2070) selon différents scénarios d'émission de gaz à effet de serre à partir des nouvelles projections climatiques de référence DRIAS-2020. Ils sont consultables sur un site dédié publié par Météo-France en novembre 2022.

### Milieux naturels et biodiversité

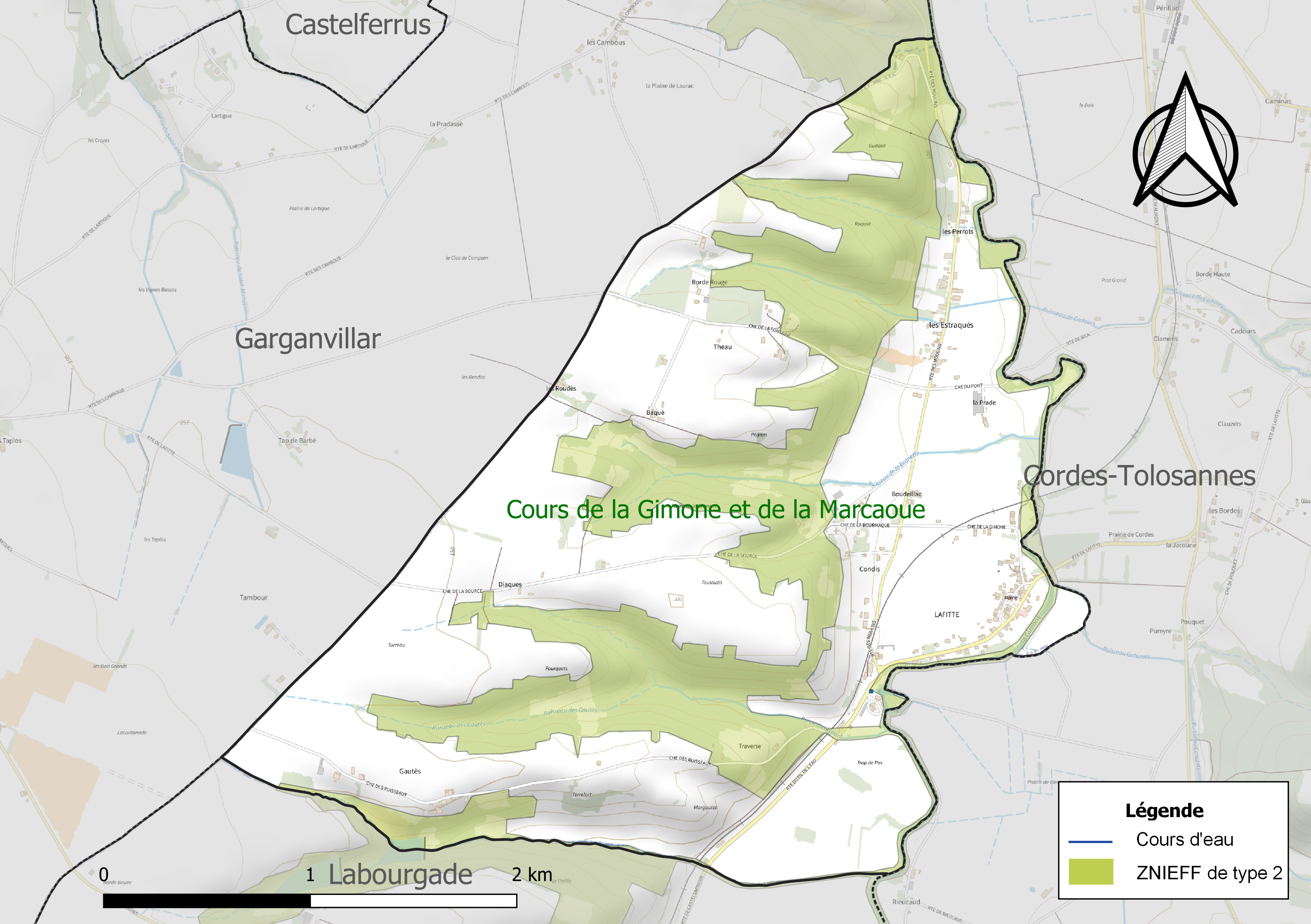
Carte de la ZNIEFF de type 2 localisée sur la commune.

L’inventaire des zones naturelles d'intérêt écologique, faunistique et floristique (ZNIEFF) a pour objectif de réaliser une couverture des zones les plus intéressantes sur le plan écologique, essentiellement dans la perspective d’améliorer la connaissance du patrimoine naturel national et de fournir aux différents décideurs un outil d’aide à la prise en compte de l’environnement dans l’aménagement du territoire.
Une ZNIEFF de type 2 est recensée sur la commune :
le « cours de la Gimone et de la Marcaoue » (3 085 ha), couvrant 60 communes dont cinq dans la Haute-Garonne, 37 dans le Gers, une dans les Hautes-Pyrénées et 17 dans le Tarn-et-Garonne.

## Urbanisme

### Typologie
Au 1er janvier 2024, Lafitte est catégorisée commune rurale à habitat dispersé, selon la nouvelle grille communale de densité à sept niveaux définie par l'Insee en 2022.
Elle est située hors unité urbaine et hors attraction des villes,.

### Occupation des sols
L'occupation des sols de la commune, telle qu'elle ressort de la base de données européenne d’occupation biophysique des sols Corine Land Cover (CLC), est marquée par l'importance des territoires agricoles (76,1 % en 2018), une proportion identique à celle de 1990 (76,1 %). La répartition détaillée en 2018 est la suivante : 
terres arables (46,5 %), zones agricoles hétérogènes (29,6 %), forêts (23,9 %). L'évolution de l’occupation des sols de la commune et de ses infrastructures peut être observée sur les différentes représentations cartographiques du territoire : la carte de Cassini (XVIIIe siècle), la carte d'état-major (1820-1866) et les cartes ou photos aériennes de l'IGN pour la période actuelle (1950 à aujourd'hui).

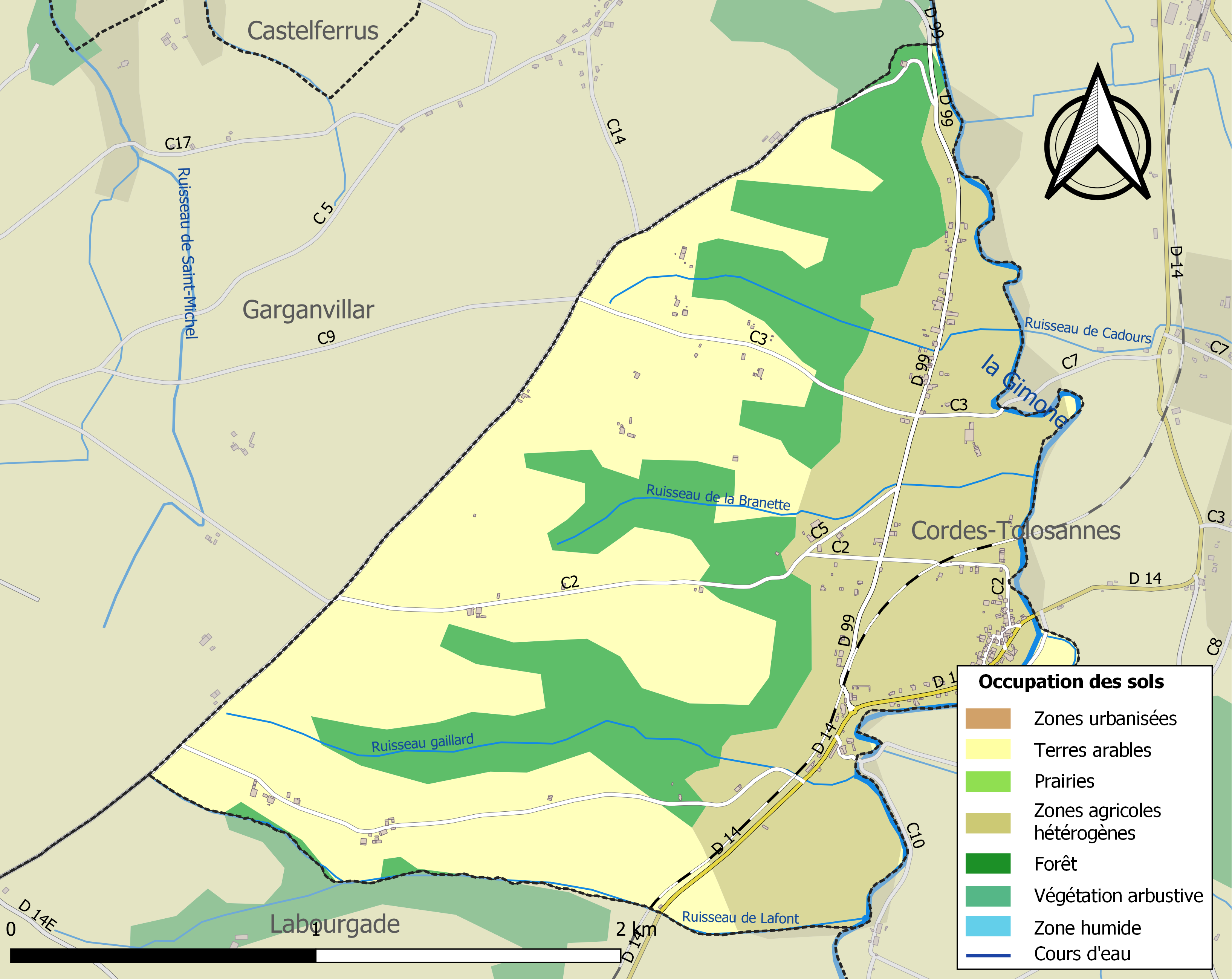
Carte des infrastructures et de l'occupation des sols de la commune en 2018 (CLC).

### Risques majeurs
Le territoire de la commune de Lafitte est vulnérable à différents aléas naturels : météorologiques (tempête, orage, neige, grand froid, canicule ou sécheresse), inondations, mouvements de terrains et séisme (sismicité très faible). Il est également exposé à deux risques technologiques,  le transport de matières dangereuses et la rupture d'un barrage. Un site publié par le BRGM permet d'évaluer simplement et rapidement les risques d'un bien localisé soit par son adresse soit par le numéro de sa parcelle.

#### Risques naturels
Certaines parties du territoire communal sont susceptibles d’être affectées par le risque d’inondation par débordement de cours d'eau, notamment la Gimone. La cartographie des zones inondables en ex-Midi-Pyrénées réalisée dans le cadre du XIe Contrat de plan État-région, visant à informer les citoyens et les décideurs sur le risque d’inondation, est accessible sur le site de la DREAL Occitanie. La commune a été reconnue en état de catastrophe naturelle au titre des dommages causés par les inondations et coulées de boue survenues en 1982, 1993 et 1999,.
Lafitte est exposée au risque de feu de forêt. Le département de Tarn-et-Garonne présentant toutefois globalement un niveau d’aléa moyen à faible très localisé, aucun Plan départemental de protection des forêts contre les risques d’incendie de forêt (PFCIF) n'a été élaboré. Le débroussaillement aux abords des maisons constitue l’une des meilleures protections pour les particuliers contre le feu,.

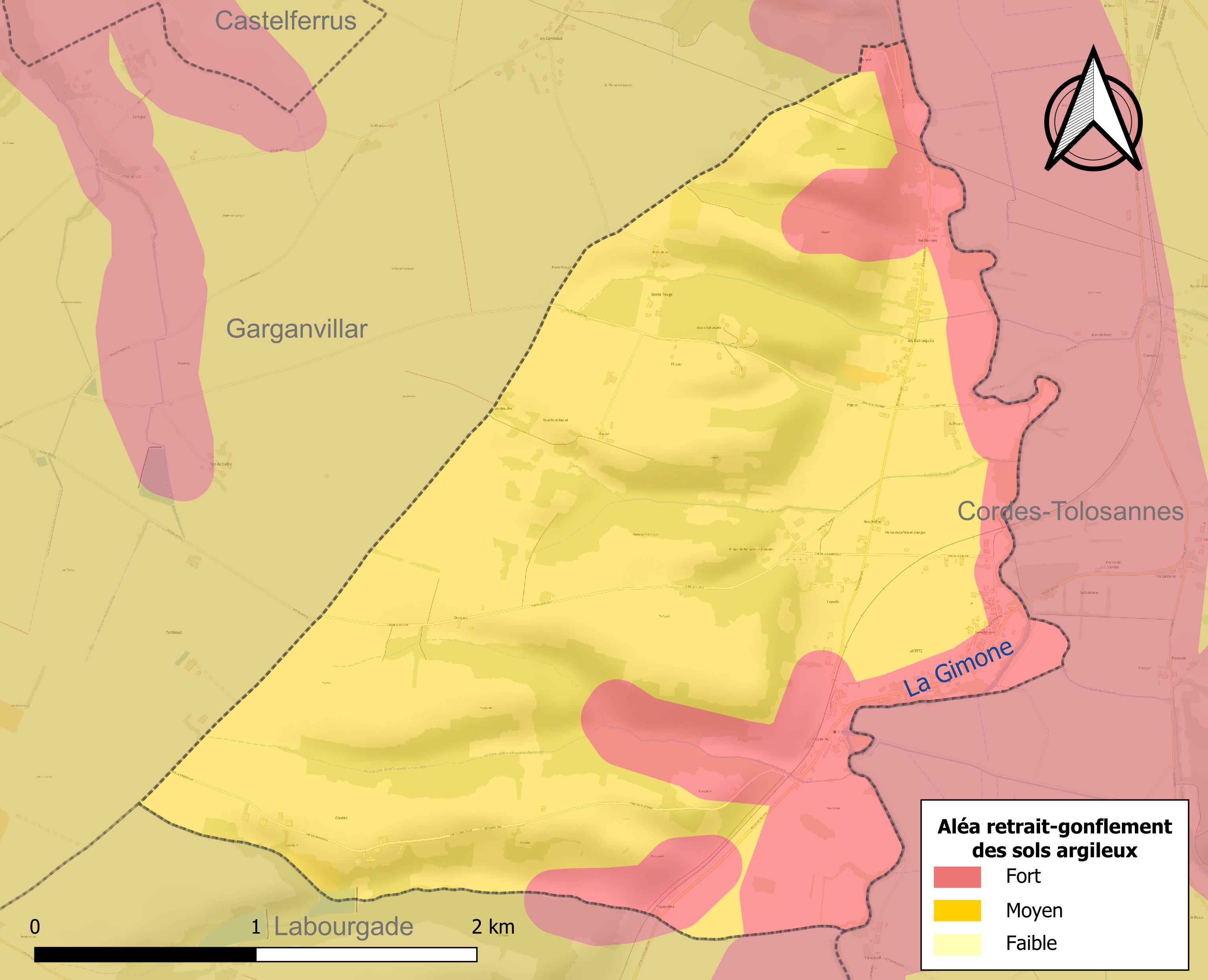
Carte des zones d'aléa retrait-gonflement des sols argileux de Lafitte.

Les mouvements de terrains susceptibles de se produire sur la commune sont des tassements différentiels.
Le retrait-gonflement des sols argileux est susceptible d'engendrer des dommages importants aux bâtiments en cas d’alternance de périodes de sécheresse et de pluie. La totalité de la commune est en aléa moyen ou fort (92 % au niveau départemental et 48,5 % au niveau national). Sur les 105 bâtiments dénombrés sur la commune en 2019, 105 sont en aléa moyen ou fort, soit 100 %, à comparer aux 96 % au niveau départemental et 54 % au niveau national. Une cartographie de l'exposition du territoire national au retrait gonflement des sols argileux est disponible sur le site du BRGM,.
Par ailleurs, afin de mieux appréhender le risque d’affaissement de terrain, l'inventaire national des cavités souterraines permet de localiser celles situées sur la commune.
Concernant les mouvements de terrains, la commune a été reconnue en état de catastrophe naturelle au titre des dommages causés par la sécheresse en 1989, 1991, 2003, 2011 et 2017 et par des mouvements de terrain en 1999.

#### Risques technologiques
Le risque de transport de matières dangereuses sur la commune est lié à sa traversée par des infrastructures routières ou ferroviaires importantes ou la présence d'une canalisation de transport d'hydrocarbures. Un accident se produisant sur de telles infrastructures est susceptible d’avoir des effets graves sur les biens, les personnes ou l'environnement, selon la nature du matériau transporté. Des dispositions d’urbanisme peuvent être préconisées en conséquence.
La commune est en outre située en aval du barrage de la Gimone, un ouvrage de classe A  situé dans les départements de Haute-Garonne et du Gers sur la rivière Gimone et disposant d'une retenue de 25 millions de mètres cubes. À ce titre elle est susceptible d’être touchée par l’onde de submersion consécutive à la rupture d'un de ces ouvrages.

## Toponymie
Le nom de la commune évoque une de ces pierres « fichée en terre », ou pierres levées, monuments de l’époque préhistorique, dont la signification religieuse est peu connue. Y eut-il en ce lieu un menhir christianisé par la suite, pour donner naissance à un oratoire dédié à saint Jean le Baptiste ?

## Histoire

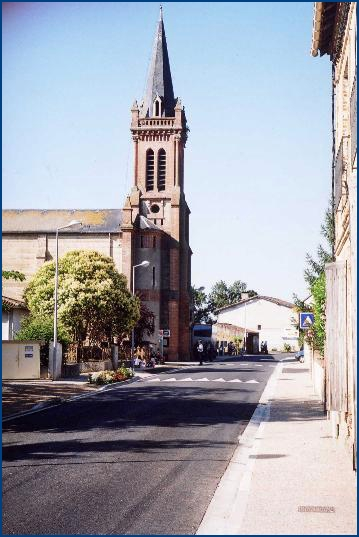
Église.

La paroisse est mentionnée dès la fin du XIIe siècle sous le nom de Saint-Jean de Montanhac, et elle fut comme ses voisines attribuée au XIIIe siècle par l’évêque de Toulouse au monastère de Belleperche ; l’abbé garda jusqu’à la Révolution le droit de patronage et partagea les dîmes avec le curé qui recevait une pension congrue. Elle fut parfois unie à celle de Cordes-Tolosannes, notamment au XVIe siècle. Supprimée par le concordat de 1801 et rattachée alors à Labourgade, elle fut rétablie par un décret impérial en 1812 après une pétition des habitants. Sa population n'a cessé de décroître, comme ailleurs en milieu rural, depuis le milieu du siècle dernier ; il y a eu cependant un curé résidant jusqu’en 1967 : l'abbé Lalliès fut alors nommé à Vazerac.
L’église s’élevait autrefois dans le cimetière, à peu près à égale distance des divers hameaux de la commune. Ruinée aux guerres de religion et pauvrement rebâtie en terre battue au XVIIe siècle, elle était en 1856 dans un tel état de délabrement que le conseil municipal décida à l'unanimité de la reconstruire. Le choix de l’emplacement se porta sur le hameau de Laffitte, plus important que les autres et possédant déjà l’école ; mais les rivalités des différentes sections empêchèrent, malgré l’urgence, la réalisation du projet.
En 1867, les habitants du quartier choisi firent seuls par souscription les frais d’une église neuve, où la messe fut célébrée pour la première fois en janvier 1870, le dimanche de l’Épiphanie. Ce fut pendant plusieurs années la cause d’une grande agitation dans la paroisse, dont une fraction notable se refusa longtemps à reconnaître leur nouvelle église et à fréquenter les offices. Finalement, la vieille église de Montanhac, frappée d’abord d’un interdit, puis ayant perdu son titre paroissial, fut démolie par ordre préfectoral en 1882, et celle de Laffitte acceptée en 1885 comme propriété communale. En 1899, lorsque les divisions s’apaisèrent, fut construit le clocher. Cette église, comme l’ancienne, a pour vocable la Décollation-de-Saint-Jean-Baptiste. Elle est de style néogothique, le clocher carré s’amortit par une flèche en charpente couverte d’ardoises. D’un ancien retable en bois doré, du XVIIIe siècle, il ne reste que deux statues de grandeur naturelle : sainte Hélène (mère de Constantin) et saint François de Sales.

## Politique et administration
| Période                                  | Période  | Identité          | Étiquette | Qualité    |
| ---------------------------------------- | -------- | ----------------- | --------- | ---------- |
| Les données manquantes sont à compléter. |          |                   |           |            |
| 1852                                     | 1865     | Antoine Tache     |           |            |
| 1865                                     | 1880     | Arnaud Boe        |           |            |
| 1880                                     | 1884     | Jean Dambrin      |           |            |
| 1884                                     | 1888     | François Domerc   |           |            |
| 1888                                     | 1900     | François Laparre  |           |            |
| 1900                                     | 1904     | Antoine Marrou    |           |            |
| 1904                                     | 1936     | Étienne Baudonnet |           |            |
| 1936                                     | 1944     | J.Marie Salesses  |           |            |
| 1944                                     | 1945     | René Toumazet     |           |            |
| 1945                                     | 1971     | Pierre Dupuy      |           |            |
| 1971                                     | 2001     | André Montagnac   |           |            |
| 2001                                     | 2008     | Didier Saucez     |           |            |
| 2008                                     | 2014     | Pascal Granie     |           | Assureur   |
| 2014                                     | En cours | Jean Fégné        |           | Professeur |

## Démographie
L'évolution du nombre d'habitants est connue à travers les recensements de la population effectués dans la commune depuis 1793. Pour les communes de moins de 10 000 habitants, une enquête de recensement portant sur toute la population est réalisée tous les cinq ans, les populations de référence des années intermédiaires étant quant à elles estimées par interpolation ou extrapolation. Pour la commune, le premier recensement exhaustif entrant dans le cadre du nouveau dispositif a été réalisé en 2006.

En 2022, la commune comptait 235 habitants, en évolution de +1,73 % par rapport à 2016 (Tarn-et-Garonne : +3,12 %, France hors Mayotte : +2,11 %).
| 1793 | 1800 | 1806 | 1821 | 1831 | 1836 | 1841 | 1846 | 1851 |
| ---- | ---- | ---- | ---- | ---- | ---- | ---- | ---- | ---- |
| 564  | 380  | 582  | 577  | 525  | 556  | 557  | 557  | 499  |

| 1856 | 1861 | 1866 | 1872 | 1876 | 1881 | 1886 | 1891 | 1896 |
| ---- | ---- | ---- | ---- | ---- | ---- | ---- | ---- | ---- |
| 526  | 475  | 500  | 451  | 446  | 424  | 420  | 427  | 411  |

| 1901 | 1906 | 1911 | 1921 | 1926 | 1931 | 1936 | 1946 | 1954 |
| ---- | ---- | ---- | ---- | ---- | ---- | ---- | ---- | ---- |
| 412  | 402  | 384  | 313  | 302  | 286  | 290  | 266  | 263  |

| 1962 | 1968 | 1975 | 1982 | 1990 | 1999 | 2006 | 2011 | 2016 |
| ---- | ---- | ---- | ---- | ---- | ---- | ---- | ---- | ---- |
| 244  | 249  | 231  | 245  | 202  | 200  | 226  | 232  | 231  |

| 2021 | 2022 | - | - | - | - | - | - | - |
| ---- | ---- | - | - | - | - | - | - | - |
| 230  | 235  | - | - | - | - | - | - | - |

## Économie

### Revenus
En 2018, la commune compte 99 ménages fiscaux, regroupant 230 personnes. La médiane du revenu disponible par unité de consommation est de 18 900 € (20 140 € dans le département).

### Emploi
|                | 2008   | 2013   | 2018   |
| -------------- | ------ | ------ | ------ |
| Commune        | 10,9 % | 9,5 %  | 14,2 % |
| Département    | 8,4 %  | 10,2 % | 10,3 % |
| France entière | 8,3 %  | 10 %   | 10 %   |

En 2018, la population âgée de 15 à 64 ans s'élève à 130 personnes, parmi lesquelles on compte 73,1 % d'actifs (59 % ayant un emploi et 14,2 % de chômeurs) et 26,9 % d'inactifs,. Depuis 2008, le taux de chômage communal (au sens du recensement) des 15-64 ans est supérieur à celui de la France et du département.
La commune est hors attraction des villes,. Elle compte 19 emplois en 2018, contre 34 en 2013 et 17 en 2008. Le nombre d'actifs ayant un emploi résidant dans la commune est de 77, soit un indicateur de concentration d'emploi de 24,2 % et un taux d'activité parmi les 15 ans ou plus de 49 %.
Sur ces 77 actifs de 15 ans ou plus ayant un emploi, 13 travaillent dans la commune, soit 17 % des habitants. Pour se rendre au travail, 83,5 % des habitants utilisent un véhicule personnel ou de fonction à quatre roues, 5,1 % les transports en commun, 2,6 % s'y rendent en deux-roues, à vélo ou à pied et 8,9 % n'ont pas besoin de transport (travail au domicile).

### Activités hors agriculture
11 établissements sont implantés  à Lafitte au 31 décembre 2019.
Le secteur des autres activités de services est prépondérant sur la commune puisqu'il représente 27,3 % du nombre total d'établissements de la commune (3 sur les 11 entreprises implantées  à Lafitte), contre 9,3 % au niveau départemental.

### Agriculture
|               | 1988 | 2000 | 2010 | 2020 |
| ------------- | ---- | ---- | ---- | ---- |
| Exploitations | 25   | 14   | 7    | 6    |
| SAU (ha)      | 554  | 496  | 268  | 171  |

La commune est dans les « Vallées et Terrasses », une petite région agricole occupant le centre et une bande d'est en ouest  du département de Tarn-et-Garonne. En 2020, l'orientation technico-économique de l'agriculture  sur la commune est la polyculture et/ou le polyélevage. Six exploitations agricoles ayant leur siège dans la commune sont dénombrées lors du recensement agricole de 2020 (25 en 1988). La superficie agricole utilisée est de 171 ha,,.

## Culture locale et patrimoine

### Lieux et monuments
Lieu-dit les Estraquès.

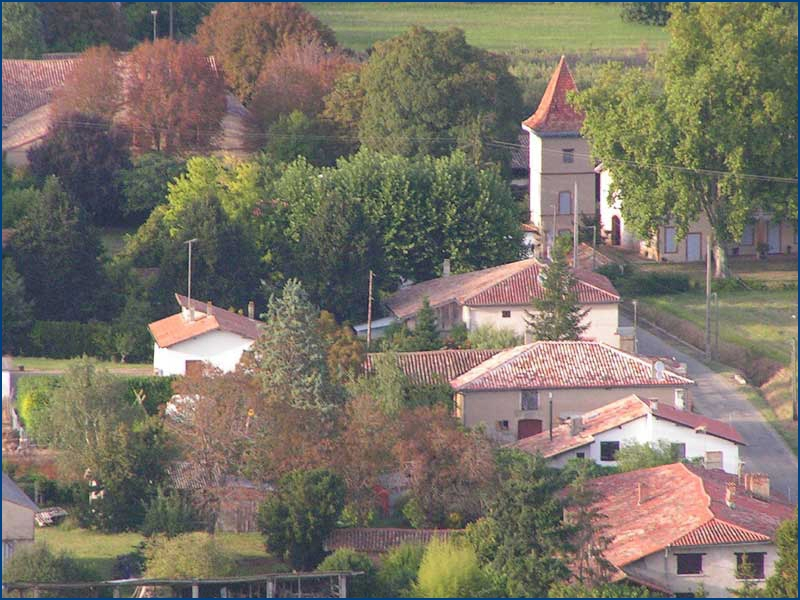
Les Estraquès.

- Église Saint-Jean-Baptiste de Lafitte.